# Idomeneu, regele Cretei

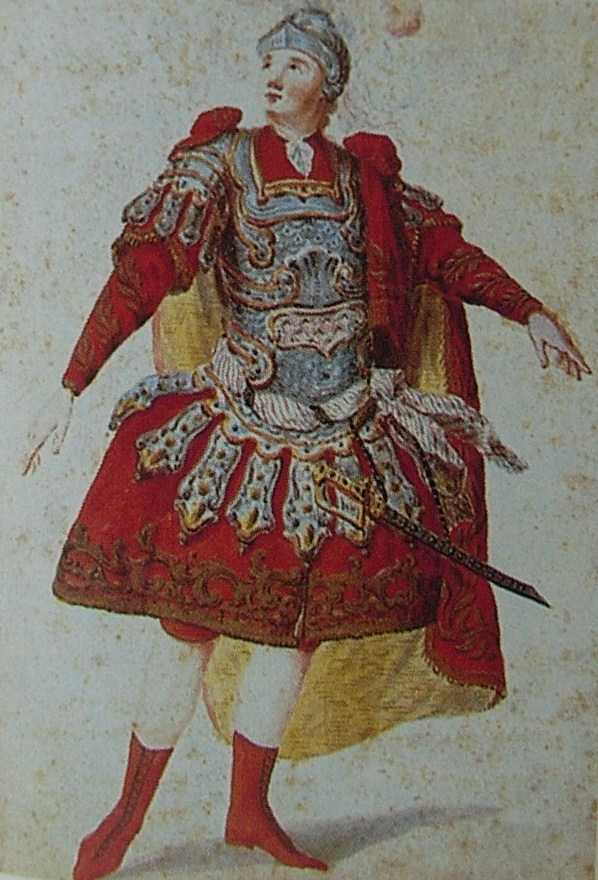
Anton Raaf, primul interpret al lui Idomeneu.

Idomeneu, regele Cretei (titlul original în italiană Idomeneo, re di Creta ossia Ilia e Idamante Idomeneu, regele Cretei sau Ilia și Idamante) este o operă în trei acte (26 tablouri), compusă de Mozart pe libretul în limba italiană al lui Gianbattista Varesco. Are numerotația K 366 în catalogul Köchel.
Libretul original în limba franceză, care i-a aparținut lui Antoine Danchet, a fost pus pe note de André Campra sub numele de Idoménée în 1712.
Mozart și Varesco au fost însărcinați în 1780 de către Karl Theodor, principe elector al Bavariei, să scrie opera pentru un carnaval la curte. Nu este clar dacă el sau Mozart a ales subiectul operei.
Premiera a avut loc la München la data de 29 ianuarie 1781.
Durata operei: cca 3 ore și jumătate.

## Personajele operei
- Idomeneu, rege al Cretei (tenor)
- Idamante, fiul său (sopran, castrat)
- Ilia, prințesă din Troia, fiica lui Priam (sopran)
- Electra, fiica lui Agamemnon, rege al Argosului (sopran)
- Arbace, confidentul lui Idomeneu (tenor)
- Marele preot a lui Neptun (tenor)
- o voce (bas)
- troiani, cretani, războinici din Argos și Creta, corăbieri, preoți, popor (cor)
- alaiul lui Idamante, alaiul lui Idomeneu, alaiul lui Ilias
- cretane, cretani (balet)